# Tona (dialect)
Tona is een dialect van het Rukai, een Tsouïsche taal gesproken in het zuidwesten van Taiwan. Het Tona wordt voornamelijk in het gelijknamige dorp gesproken.

## Classificatie
- Austronesische talen
  - Formosaanse talen
    - Tsouïsche talen
      - Rukai
        - Tona